# Inverleigh
Inverleigh – miasto w Australii, w stanie Wiktoria.